# فيليسي بيكولو
فيليسي بيكولو (بالإيطالية: Felice Piccolo)‏ (مواليد 11 ديسمبر 1981 في بوميليانو داركو - إيطاليا) لاعب كرة قدم إيطالي يلعب حاليا لصالح نادي الدرجة الأولى كييفو فيرونا الإيطالي منذ 2009 في مركز قلب الدفاع كما يجيد اللعب في مركز الظهير الأيمن .

## روابط خارجية
- فيليسي بيكولو على موقع الاتحاد الأوربي (الإنجليزية)
- فيليسي بيكولو على موقع قاعدة بيانات كرة القدم.إي يو (الإنجليزية)
- فيليسي بيكولو على موقع Soccerway.com (الإنجليزية)
- فيليسي بيكولو على موقع عالم كرة القدم.نت (الإنجليزية)
- فيليسي بيكولو على موقع كووورة
- فيليسي بيكولو على موقع AS.com (الإسبانية)